# Tercera División de España 1984-85
La temporada 1984-85 de la Tercera División de España fue durante esta campaña fue la cuarta categoría de las Ligas de fútbol de España, por debajo de la Segunda División B y por encima de las Divisiones regionales. Empezó el 2 de septiembre de 1984 y finalizó el 16 de junio de 1985 con la promoción de ascenso de categoría. 

## Promoción de ascenso a Segunda División B

### Equipos participantes
Los equipos clasificados para la promoción de ascenso a Segunda División B de la temporada 1984-85 se exponen en la siguiente tabla: 
Se indican en negrita los equipos que consiguieron el ascenso.
| Grupo I        | Grupo II           | Grupo III        | Grupo IV        | Grupo V             |
| -------------- | ------------------ | ---------------- | --------------- | ------------------- |
| 1º C.D. Lalín  | 1º C. Siero        | 1º C.D. Basconia | 1º S. D. Huesca | 1º U.E. Sant Andreu |
| 2º C.D. Orense | 2º C.D. San Martín | 2º S.D. Eibar    | 2º C.D. Izarra  | 2º C.F. Lloret      |

| Grupo VI         | Grupo VII          | Grupo VIII             | Grupo IX            | Grupo X                  |
| ---------------- | ------------------ | ---------------------- | ------------------- | ------------------------ |
| 1º C.D. Mestalla | 2º C.D. Valdepeñas | 1º R. Burgos C.F.      | 1º Martos C.D.      | 1º Betis Deportivo Bpié. |
| 2º U.D. Alcira   | 3º C. D. Leganés   | 2º Cultural D. Leonesa | 2º C. Poli. Almería | 2º Córdoba C.F.          |

| Grupo XI                      | Grupo XII         | Grupo XIII      | Grupo XIV         |
| ----------------------------- | ----------------- | --------------- | ----------------- |
| 1º R. C. D. Mallorca Atlético | 1º C.D. Mensajero | 1º C.D. Eldense | 1º U.P. Plasencia |
| 2º C.D. Murense               | 2º U.D. Telde     | 2º C.D. Cieza   |                   |

- La primera posición del Grupo VII la ocupó el Real Madrid C. F. Aficionados, filial del Real Madrid C.F., pero no participó en la promoción por lo que los candidatos del grupo a jugar esta fueron el segundo y el tercer clasificado del mismo, siendo estos el C.D. Valdepeñas y el C. D. Leganés respectivamente.
- Del Grupo XIV solo participaba su primer clasificado.
- El C. Poli. Almería no se clasificó por no ser el mejor segundo entre su Grupo IX y el Grupo X.
- El C.D. Izarra y el C. D. Leganés tampoco se clasificaron por no ser ninguno de los 9 mejores segundos de los grupos restantes (el segundo finalizó en 3ª posición de su grupo pero, al no participar el campeón de este en la promoción, ocupaba plaza de subcampeón en esta).

### Equipos ascendidos
Los siguientes equipos obtuvieron el ascenso a Segunda División B:
| Grupo I - C.D. Lalín - C.D. Orense Grupo II - No ascendió ningún equipo de este grupo Grupo III - No ascendió ningún equipo de este grupo Grupo IV - No ascendió ningún equipo de este grupo Grupo V - No ascendió ningún equipo de este grupo | Grupo VI - No ascendió ningún equipo de este grupo Grupo VII - No ascendió ningún equipo de este grupo Grupo VIII - R. Burgos C.F. Grupo IX - No ascendió ningún equipo de este grupo Grupo X - Betis Deportivo Bpié. - Córdoba C.F. | Grupo XI - No ascendió ningún equipo de este grupo Grupo XII - No ascendió ningún equipo de este grupo Grupo XIII - No ascendió ningún equipo de este grupo Grupo XIV - U.P. Plasencia |